# Kinsman
Kinsman és una població dels Estats Units a l'estat d'Illinois. Segons el cens del 2000 tenia 109 habitants.

## Demografia
Segons el cens del 2000, Kinsman tenia 109 habitants, 46 habitatges, i 31 famílies. La densitat de població era de 601,2 habitants/km².
Dels 46 habitatges en un 23,9% hi vivien nens de menys de 18 anys, en un 52,2% hi vivien parelles casades, en un 13% dones solteres, i en un 32,6% no eren unitats familiars. En el 32,6% dels habitatges hi vivien persones soles el 17,4% de les quals corresponia a persones de 65 anys o més que vivien soles. El nombre mitjà de persones vivint en cada habitatge era de 2,37 i el nombre mitjà de persones que vivien en cada família era de 2,94.
Per edats la població es repartia de la següent manera: un 24,8% tenia menys de 18 anys, un 5,5% entre 18 i 24, un 24,8% entre 25 i 44, un 27,5% de 45 a 60 i un 17,4% 65 anys o més.
L'edat mediana era de 42 anys. Per cada 100 dones de 18 o més anys hi havia 90,7 homes.
La renda mediana per habitatge era de 42.083 $ i la renda mediana per família de 47.083 $. Els homes tenien una renda mediana de 35.536 $ mentre que les dones 20.000 $. La renda per capita de la població era de 20.011 $. Cap de les famílies estaven per davall del llindar de pobresa.

## Poblacions més properes
El següent diagrama mostra les poblacions més properes.